# United States Metric Board

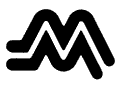
Logo de l'USMB.

L'United States Metric Board ou USMB (en français Bureau métrique des États-Unis) était une agence gouvernementale des États-Unis créée pour encourager la métrification dans le pays. L'USMB avait été mandatée par le Metric Conversion Act de 1975 (15 USC 205d, promulgué le 23 décembre 1975). Cette loi sur la conversion métrique de 1975 mandata la nomination présidentielle de dix-sept membres pour « l'instrumentalité indépendante » (independent instrumentality),,.
Le conseil était composé d'un membre des agences et/ou des communautés concernées suivantes : ingénieurs, scientifiques, National Association of Manufacturers, Chambre de commerce des États-Unis, National Governors Conference, construction, National Conference on Weights and Measures (en), éducation, deux membres des syndicats, un de l'AFL-CIO et l'autre représentant les petites entreprises, et quatre membres dits at-large « pour représenter les consommateurs », soit un total de dix-sept membres en tout.
Le comité d'évaluation de la métrification exista de 1975 à 1982, se terminant lorsque le président Ronald Reagan l'a aboli, en grande partie sur la suggestion de Frank Mankiewicz et Lyn Nofziger, deux opposants à la conversion des États-Unis au système métrique.